# The Bachelors
I Bachelors (in inglese The Bachelors) sono un gruppo musicale irlandese nato a Dublino negli anni cinquanta del XX secolo e che ebbero il loro picco di notorietà in piena era beat.
Sono fra gli artisti che si sono esibiti a Top of the Pops nel 1964.

## Gruppo originario
Componenti del gruppo originale erano i musicisti - chitarra e contrabbasso - Conleth (Con) Cluskey (nato il 18 novembre 1941); Declan (Dec) Cluskey (nato il 23 dicembre 1942) e John Stokes (Sean James Stokes, nato il 13 agosto 1940).
I tre nel 1957 avevano iniziato ad esibirsi insieme con il nome di The Harmonichords (talvolta scritto anche come The Harmony Chords), un gruppo strumentale in cui tutti i componenti suonavano l'armonica a bocca.
Con quel nome parteciparono ad una puntata speciale dell'Ed Sullivan Show registrata a Dublino in occasione del giorno di San Patrizio e irradiata il 15 marzo 1959. In quell'occasione si esibirono eseguendo un brano in voga all'epoca, Danny Boy.

## NasconoThe Bachelors
Cambiarono il nome in quello di The Bachelors nel 1962 su suggerimento di Dick Rowe, della casa discografica A&R-Decca Records. A determinare la scelta di quel nome fu il fatto che quello - a loro dire - era il genere di ragazzi che piace alle ragazze.
Negli anni sessanta molte canzoni dei Bachelors ebbero un buon successo di pubblico scalando le classifiche di vendita dei dischi venduti, tanto in Europa quanto negli Stati Uniti.
Nel periodo in cui il beat era in auge, l'emittente radiofonica Radio Lussemburgo, specializzata nella diffusione di musica rock, trasmetteva sovente i loro motivi.  Alcuni di questi brani erano cover di classici della musica pop, come  Diane (inciso nel 1964). Altri brani - Marie  (1964), I Wouldn't Trade You For the World (1965) e In the Chapel in the Moonlight - sarebbero invece stati lanciati dal gruppo che, nel 1965 partecipò anche alle riprese del film I've Gotta Horse, con Billy Fury.
Una delle loro canzoni di maggior successo è stata una particolare versione di Charmaine, scritta da Erno Rap e Lew Pollack (gli stessi autori di Diane) e basata su una melodia country nello stile praticato a Nashville (Tennessee), articolata su un delicato fraseggio fra chitarra country e pianoforte, diventata nel tempo un evergreen .  Con questa canzone il gruppo raggiunse per la prima volta la vetta della hit parade dei dischi singoli in USA e il secondo posto nel Regno Unito.
È da notare che almeno quattro delle loro canzoni più apprezzati erano versioni modernizzate di brani di film degli anni venti - Charmaine, Diane, Ramona e Marie - peraltro poi ripresi anche dalla cinematografia degli anni cinquanta.
Nel 1967, in Italia, parteciparono al Festival di Sanremo, cantando in coppia con I Giganti la canzone Proposta e, con Wilma Goich, il brano Per vedere quant'è grande il mondo.
Negli anni novanta il gruppo è stato al centro di una controversia legale fra i suoi componenti (nel tempo si sono avuti cambiamenti nell'organico) per il possesso dei diritti legali sul nome del complesso. Dalla vertenza legale sono sorti poi i The "new" Bachelors guidati da John Stokes mentre i fratelli Cluskey hanno continuato ad esibirsi come Con and Dec, The Bachelors.

## Singoli
Fra parentesi la posizione raggiunta nelle classifiche di vendita del Regno Unito (è indicato anche il piazzamento eventuale raggiunto sul mercato statunitense):
- Charmaine 1963 (6)
- Whispering 1963 (18)
- Diane 1964 (1, USA 10)
- I Believe 1964 (2, USA 33)
- Ramona 1964 (4)
- I Wouldn't Trade You For the World 1964 (4)
- Marie 1965 (27, USA 32)
- The Sounds of Silence 1966 (3)
- Marta 1967 (20)